# Miriam Vece
Miriam Vece, née le 16 mars 1997 à Crema, est une coureuse cycliste italienne. Spécialisée des épreuves de vitesse sur piste, elle est notamment médaillée de bronze du 500 mètres aux championnats du monde de 2020.

## Biographie
Miriam Vece est cycliste depuis 2010. Elle obtient de bons résultats sur la route dans les catégories de jeune, jusqu'à son arrivée chez les juniors (moins de 19 ans), où elle se retrouve trop souvent en queue de peloton à son goût. Elle décide alors de se concentrer sur la piste sur les conseils de Marco Villa et Dino Salvoldi. 
En 2014, elle devient championne d'Italie du 500 mètres juniors, ainsi que de la vitesse par équipes avec Elena Bissolati. L'année suivante, les deux athlètes remportent la médaille de bronze de la vitesse par équipes aux championnats du monde juniors et la médaille d'argent aux championnats d'Europe juniors.
En 2018, elle déménage au Centre mondial du cyclisme, à Aigle en Suisse, à tout juste 18 ans. Lors des championnats d'Europe espoirs (moins de 23 ans) organisés dans le vélodrome d'Aigle, elle décroche deux titres sur le 500 mètres  et la vitesse individuelle, ainsi que l'argent en vitesse par équipes. Elle déclare après ces championnats : « je me suis rendu compte que j'avais trouvé ma dimension, mais aussi qu'il me restait du chemin à faire pour être compétitif au plus haut niveau ». Aux championnats d'Europe espoirs de 2019, elle est médaillée d'argent du 500 mètres derrière Lea Sophie Friedrich, ainsi que médaillée de bronze de la vitesse.
Sur piste, elle devient la meilleure sprinteuse italienne, remportant notamment quatre titres consécutifs de championne d'Italie de vitesse entre 2018 et 2021. Chez les élites, elle ajoute à son palmarès trois médailles de bronze sur le 500 mètres aux Jeux européens 2019, ainsi qu'aux championnats du monde et d'Europe de 2020. En 2021, elle remporte le 500 mètres lors de la Coupe des nations à Hong Kong.

## Palmarès

### Championnats du monde
- Astana 2015 (juniors)
  -  Médaillée de bronze de la vitesse par équipes juniors
- Hong Kong 2017
  - 11e de la vitesse par équipes
  - 16e du 500 mètres
- Apeldoorn 2018
  - 11e de la vitesse par équipes
  - 15e du 500 mètres
- Pruszków 2019
  - 8e du 500 mètres
  - 17e de la vitesse par équipes[2]
- Berlin 2020
  -  Médaillée de bronze du 500 mètres
- Saint-Quentin-en-Yvelines 2022
  - 17e du 500 mètres
  - 24e de la vitesse individuelle

### Coupe des nations
- 2021
  - 1re du 500 mètres à Hong Kong
- 2022
  - 2e du 500 mètres à Glasgow
  - 3e du 500 mètres à Milton

### Ligue des champions
- 2024
  - 3e de la vitesse à Apeldoorn (II)

### Championnats d'Europe
| Édition / Épreuve      | 500 mètres | Vitesse | Vitesse par équipes | Keirin |
| Athènes 2015 (juniors) |            |         | Argent              |        |
| Aigle 2018 (espoirs)   | Or         | Or      | Argent              |        |
| Gand 2019 (espoirs)    | Argent     | Bronze  |                     |        |
| Plovdiv 2020           | Bronze     |         |                     |        |
| Munich 2022            | Bronze     | 12e     |                     |        |
| Granges 2023           | 4e         | 10e     | 7e                  | 11e    |

### Jeux européens
| Édition / Épreuve | 500 mètres |
| Minsk 2019        | Bronze     |

### Championnats nationaux
- Championne d'Italie du 500 mètres juniors en 2014
- Championne d'Italie de vitesse par équipes juniors en 2014
- Championne d'Italie du 500 mètres espoirs en 2015
- Championne d'Italie de vitesse espoirs en 2015
- Championne d'Italie de vitesse en 2018, 2019, 2020, 2021, 2022 et 2023
- Championne d'Italie du 500 mètres en 2016, 2022 et 2023
- Championne d'Italie du keirin en 2023
- Championne d'Italie de vitesse par équipes en 2023